# کوئین مری (کوکتل)
کوکتل آبجو کوئین مری مخلوطی از گرانادین و آبجو است که معمولاً با گیلاس ماراسکینو تزئین می‌شود. معمولاً در ظروف آبجو سرو می‌شود و فضای زیادی را برای مقدار زیادی آبجو باقی می‌گذارد که می‌تواند رنگ صورتی یا گیلاسی به خود بگیرد. این نوشیدنی می‌تواند کاملاً شیرین باشد و بهتر است آن را سرد سرو کنید.

## تاریخ پیدایش
کوئین مری در اوایل دهه ۲۰۰۰ در کلگری کانادا ایجاد شد و از آن زمان در آمریکای شمالی، اروپا و استرالیا به عنوان جایگزینی برای شیندی محبوب شده است.
این نوشیدنی بنا به گزارش‌ها به نام مری تک، ملکه همسر جورج پنجم پادشاه بریتانیا و سلطنت بریتانیا نامگذاری شده است.

## آماده‌سازی و تغییرات

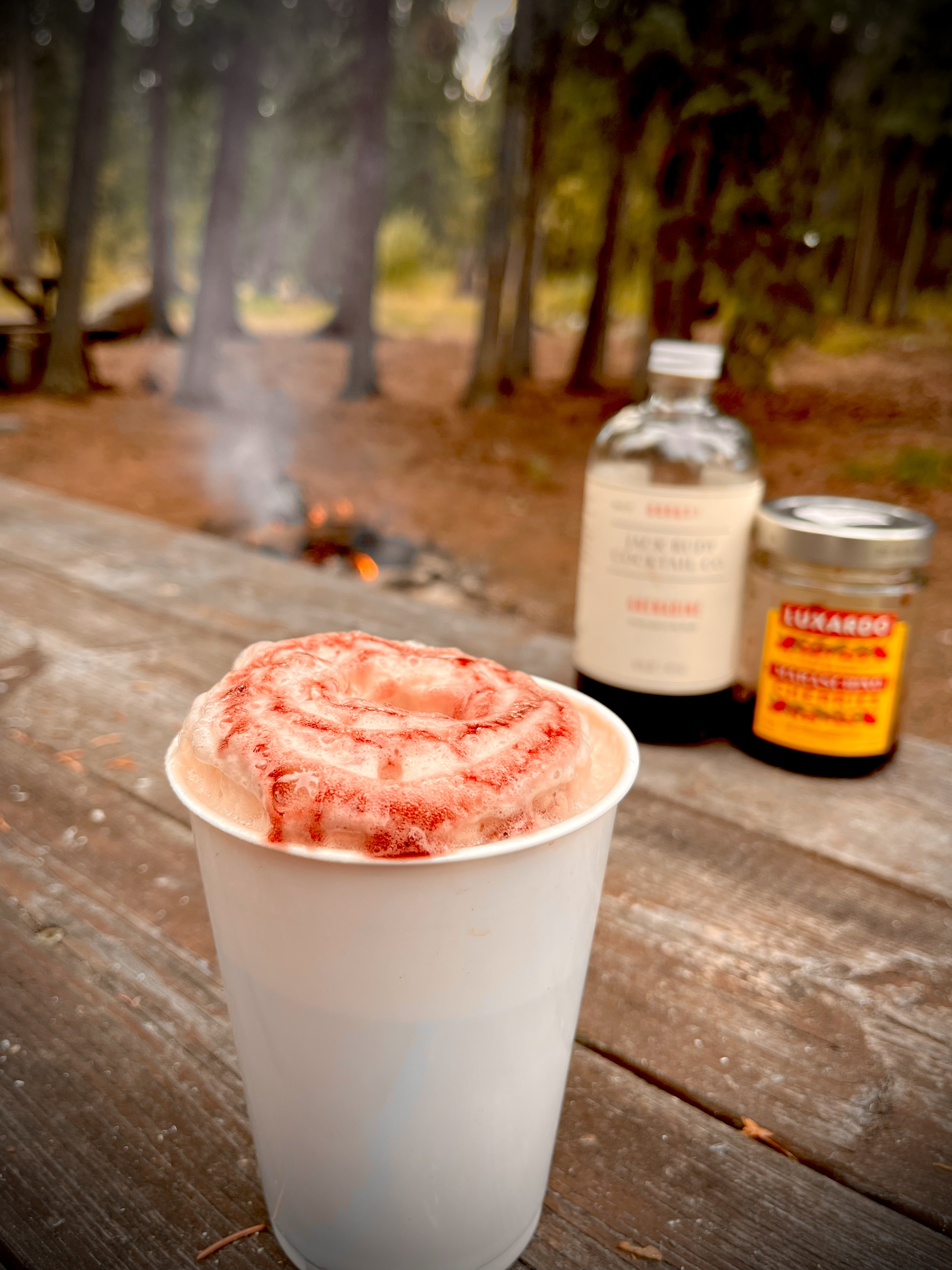
کوکتل کوئین مری، با شربت گیلاس که روی آن ریخته شده است

کوکتل کوئین مری با ریختن گرانادین در یک لیوان آبجو، برای طعم دادن، و به دنبال آن آبجو ساخته می‌شود، و باعث ایجاد لایه‌ای ضخیم از کف آبجو با رنگ صورتی می‌شود.
گیلاس ماراشینو اغلب به عنوان چاشنی اضافه می‌شود، در حالی که شربت گیلاس را روی کف آبجو و در پایان ریخته می‌شود تا رنگ زیبا تری داشته باشد.